# Islandsflug
Pour les articles homonymes, voir ICB.

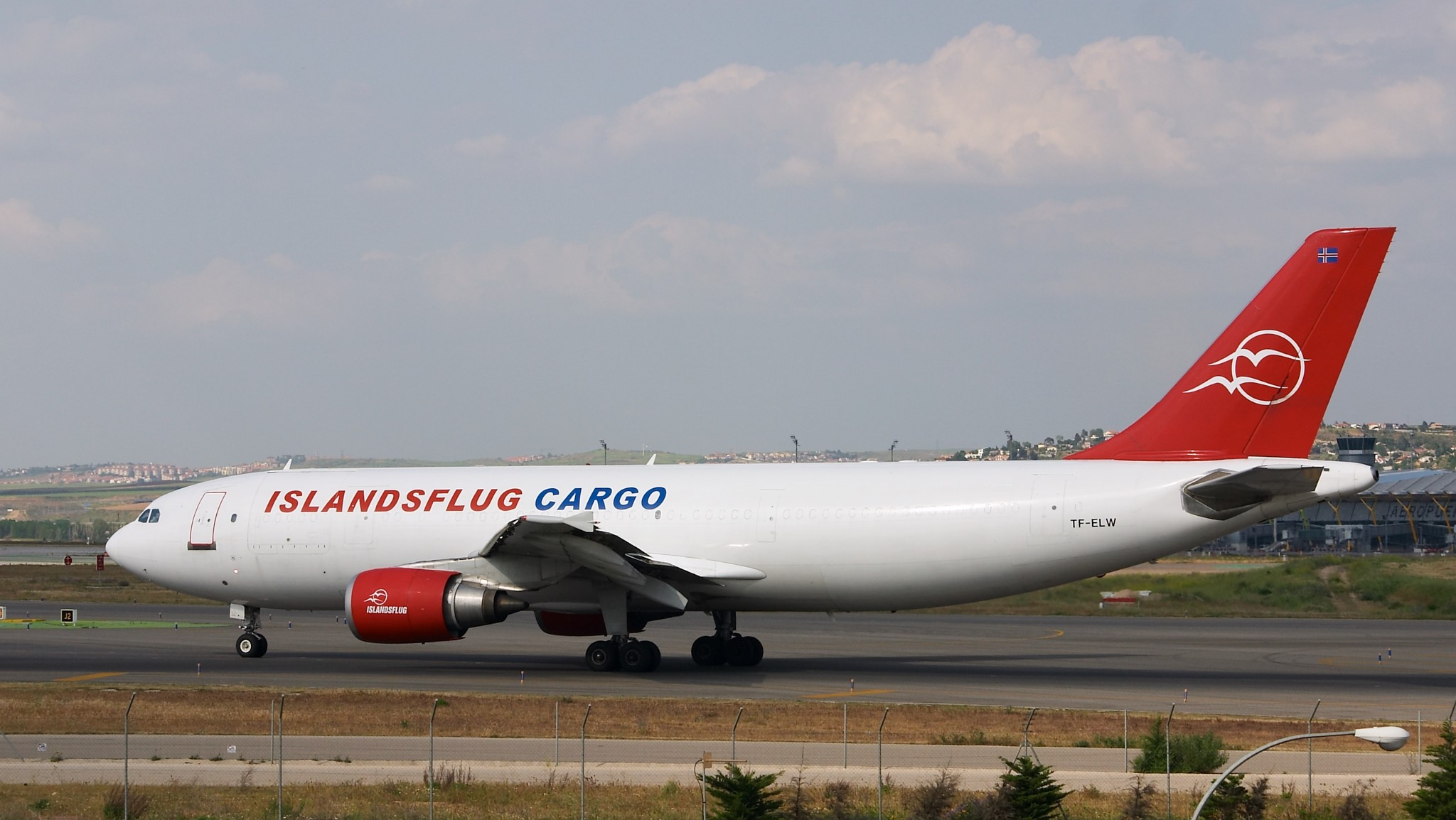
Islandsflug Cargo A300C4-605R

Íslandsflug (code AITA : HH ; code OACI : ICB) était une compagnie aérienne intérieure islandaise. Elle a fusionné avec Air Atlanta Icelandic.